# Ткачак, Мэттью
Мэттью Ткачак (англ. Matthew Tkachuk; род. 11 декабря 1997, Скотсдейл, Аризона) — американский хоккеист. Участник драфта НХЛ 2016 года, был выбран в 1-м раунде под общим 6-м номером командой «Калгари Флэймз». В данный момент выступает за команду «Флорида Пантерз». Обладатель Кубка Стэнли 2024 и 2025

## Игровая карьера
8 мая 2015 года подписал контракт с командной OHL «Лондон Найтс», которая выбрала его на драфте Лиги в 4-м раунде. Играя в одном звене с Митчеллом Марнером и Кристианом Двораком, Ткачак набрал 107 очков и занял 5-е место в гонке бомбардиров OHL.
На Драфте НХЛ 2016 года занял 2-е место в рейтинге проспектов среди игроков, выступающих в лигах Северной Америки. Он был выбран в 1-м раунде под общим 6-м номером на драфте НХЛ 2016 года клубом «Калгари Флэймз» и 7 июля 2016 года подписал с ними трёхлетний контракт новичка.

### НХЛ
Забил свой первый гол в НХЛ команде «Баффало Сейбрз», в котором «Калгари Флэймз» победили со счётом 4-3 в овертайме.
В сезоне 2016/17 занял 7-е место в голосовании за награду «Колдер Трофи», которая ежегодно вручается в НХЛ в качестве приза лучшем новичку лиги.
10 марта 2019 года сделал первый хет-трик в карьере НХЛ в ворота команды «Вегас Голден Найтс».
25 сентября 2019 года подписал с «Флэймз» трёхлетний контракт на $21 млн.
В сезоне 2021/22 впервые в карьере набрал больше 100 очков за сезон, тем самым превзойдя по этому показателю своего отца Кита Ткачака. По итогам прошедшего сезона он попал во вторую символическую сборную регулярного чемпионата НХЛ.
22 июля 2022 года был обменян в клуб «Флорида Пантерз» на нападающих Джонатана Юбердо и Коула Швиндта, а также защитника Маккензи Уигера.

### Международная карьера
в 2014 году выиграл вместе со сборной США Мировой Кубок Вызова. Также в 2015 году вошёл в состав сборной США на чемпионате мира по хоккею среди юношей, набрав на нём 10 голевых передач в 7 играх, что стало лучшим результатом в этом аспекте игры на турнире.
В 2016 году на чемпионате мира по хоккею среди молодёжи Мэттью и Остон Мэттьюс набрали по 11 очков, однако это не помогло сборной США одержать победу на турнире, в итоге команда заняла на нём лишь 3-е место.

## Личная жизнь
Сын американского хоккеиста Кита Ткачака, также у него есть родной младший брат Брэди, который также является хоккеистом и был выбран на драфте НХЛ 2018 в 1-м раунде под общим 4-м номером. Мэттью родился в Скотсдейле во время выступления его отца за команду НХЛ «Финикс Койотис», но вырос в городе Сент-Луис, штат Миссури. 
Меттью имеет украинские корни как со стороны отца, так и со стороны матери. Также со стороны отца у него есть ирландские корни. 
С детства является другом баскетболиста Джейсона Тейтума.

## Достижения

### Командные
| Год  | Команда         | Достижение              | Достижение |
| ---- | --------------- | ----------------------- | ---------- |
| 2024 | Флорида Пантерз | Обладатель Кубка Стэнли |            |
| 2025 | Флорида Пантерз | Обладатель Кубка Стэнли |            |

## Статистика
| Легенда | Легенда                    | Легенда | Легенда                   | Легенда | Легенда    |
| ------- | -------------------------- | ------- | ------------------------- | ------- | ---------- |
| И       | Количество проведённых игр | Штр     | Штрафное время            | +/−     | Плюс-минус |
| Г       | Голы                       | П       | Голевые передачи          | О       | Очки       |
| -       | Статистика неизвестна      | —       | Статистика не учитывалась |         |            |